# Grafisia
Grafisia is een geslacht van zangvogels uit de familie  spreeuwen (Sturnidae). Er is één soort:
- Grafisia torquata  –  Witkraagspreeuw